# Carmena (Toledo)
Carmena ist eine spanische Gemeinde (municipio) in der Provinz Toledo der Autonomen Region Kastilien-La Mancha. 2024 hatte die Gemeinde 836 Einwohner. Die Gemeindefläche beträgt 46,70 km². 

## Lage
Carmena liegt etwa 28 Kilometer westnordwestlich von Toledo und etwa 85 Kilometer südwestlich von Madrid in einer Höhe von ca. 560 m. 

## Bevölkerungsentwicklung
| Jahr      | 1970  | 1981 | 1991 | 2001 | 2011 | 2021 |
| --------- | ----- | ---- | ---- | ---- | ---- | ---- |
| Einwohner | 1.162 | 886  | 818  | 814  | 839  | 792  |

## Sehenswürdigkeiten
- Kirche Mariä Himmelfahrt (Iglesia de Nuestra Señora de la Asunción)
- Rathaus

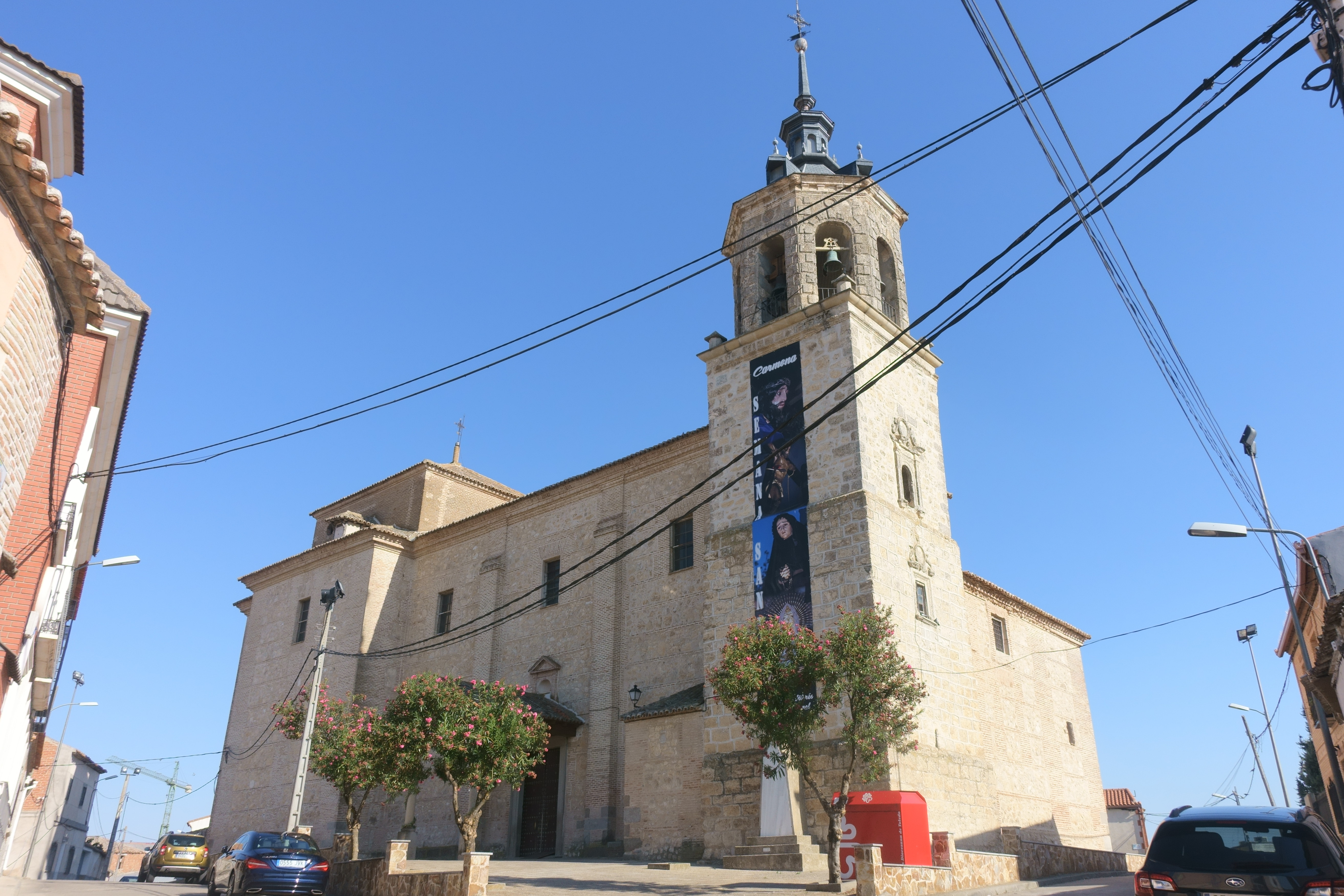
Kirche Mariä Himmelfahrt
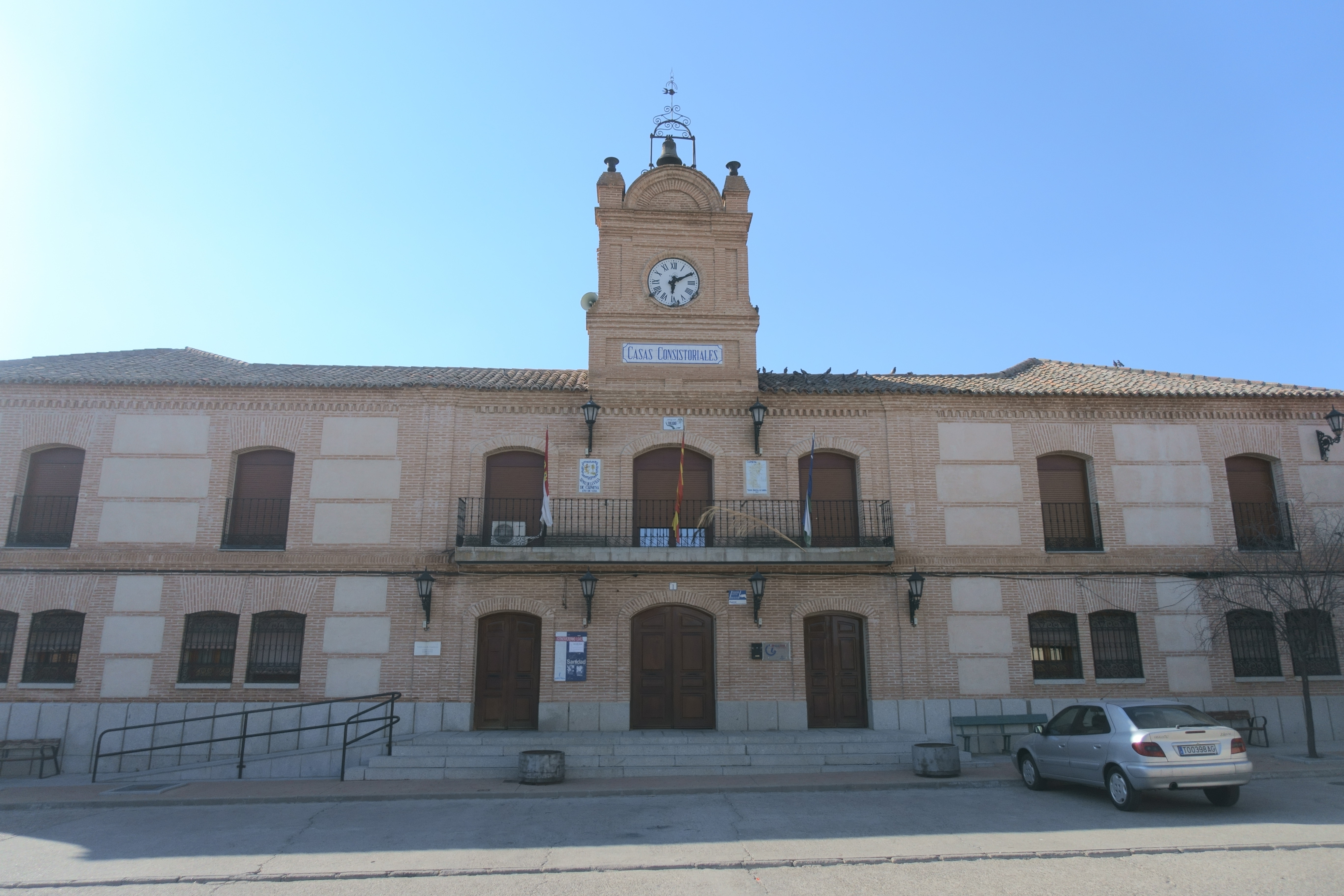
Rathaus